# Palacio de los Condes de Mora
El palacio de Layos, o palacio de los Condes de Mora, es un castillo-palacio ubicado en la localidad española de Layos, en la provincia de Toledo. El edificio, cuyo origen se remonta al siglo XV, cuenta con el estatus de Bien de Interés Cultural.

## Historia

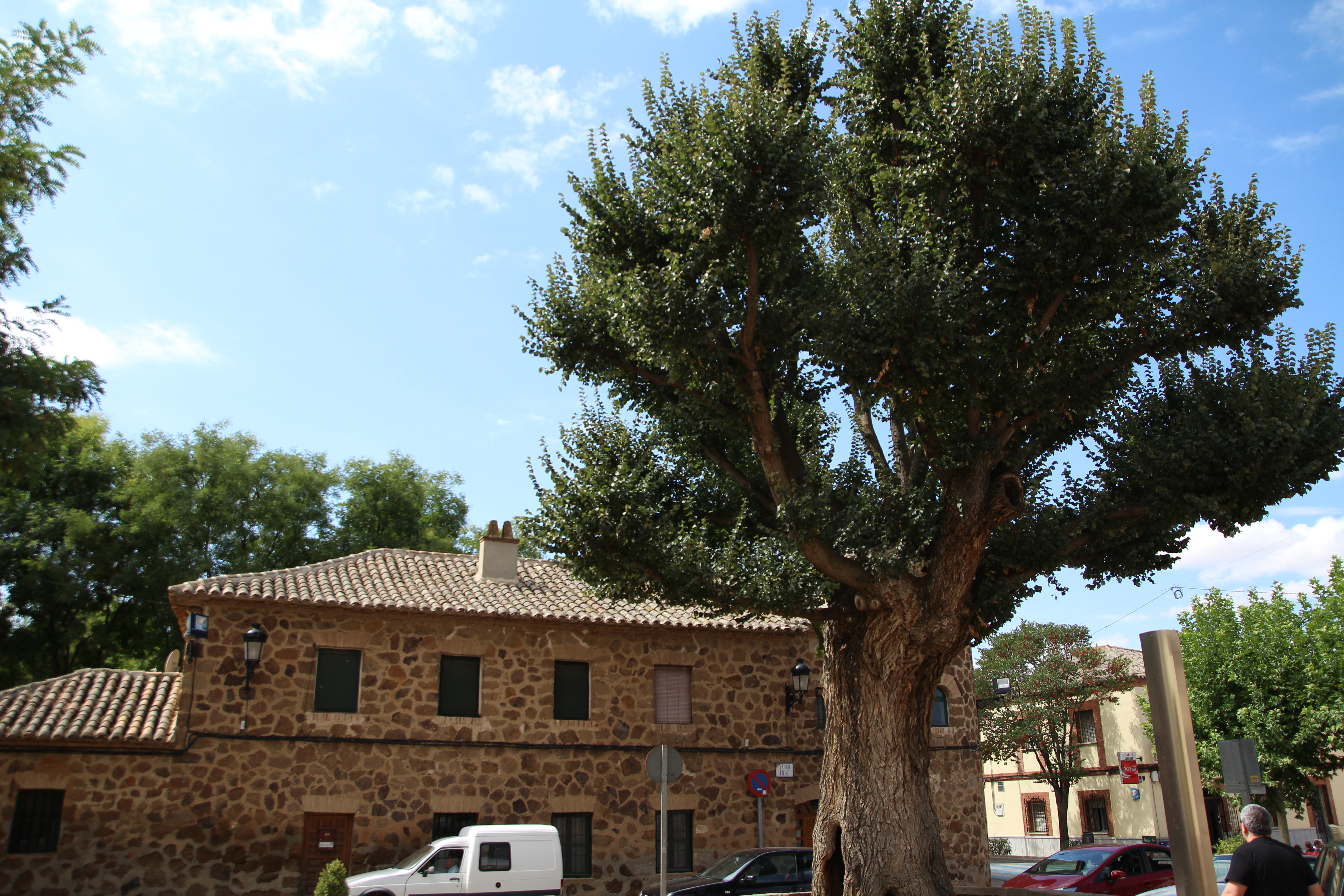
Árbol centenario

Supone un conjunto de edificaciones delimitado por un recinto murado de gran extensión que consta del palacio propiamente dicho, un jardín y las dependencias de servicio. El origen del edificio se sitúa a finales del siglo XIV-comienzos del XV, pero ha sufrido sucesivas renovaciones a lo largo de su historia. Dichas obras han respetado el carácter original del edificio, que llegó a estar en ruinas. De este modo, el interior del palacio, de estilo mudéjar, corresponde al siglo XVI, y diversos tramos del cerramiento exterior (lados sureste, suroeste y noroeste) al siglo XVII. La última intervención se acometió a mediados del siglo XX.
El palacio de Layos perteneció, junto con su término municipal, al adelantado de Cazorla, Juan Carrillo de Toledo, a quien se lo donó Juan II en 1445. Poco después, pasó por herencia a ser propiedad de los López de Ayala, condes de Fuensalida, hasta que por escritura de 1509 lo adquirió el tercer conde del mismo título, el diplomático Francisco de Rojas, quien fue embajador de los Reyes Católicos en Roma. Los condes de Mora siguieron habitando con frecuencia el palacio, contándose entre ellos la emperatriz Eugenia de Montijo. Posteriormente pasó a los condes de Haro.
Fue declarado Bien de Interés Cultural el 8 de octubre de 1991, mediante un decreto publicado en el Diario Oficial de Castilla-La Mancha el 30 de ese mismo mes.

## Descripción

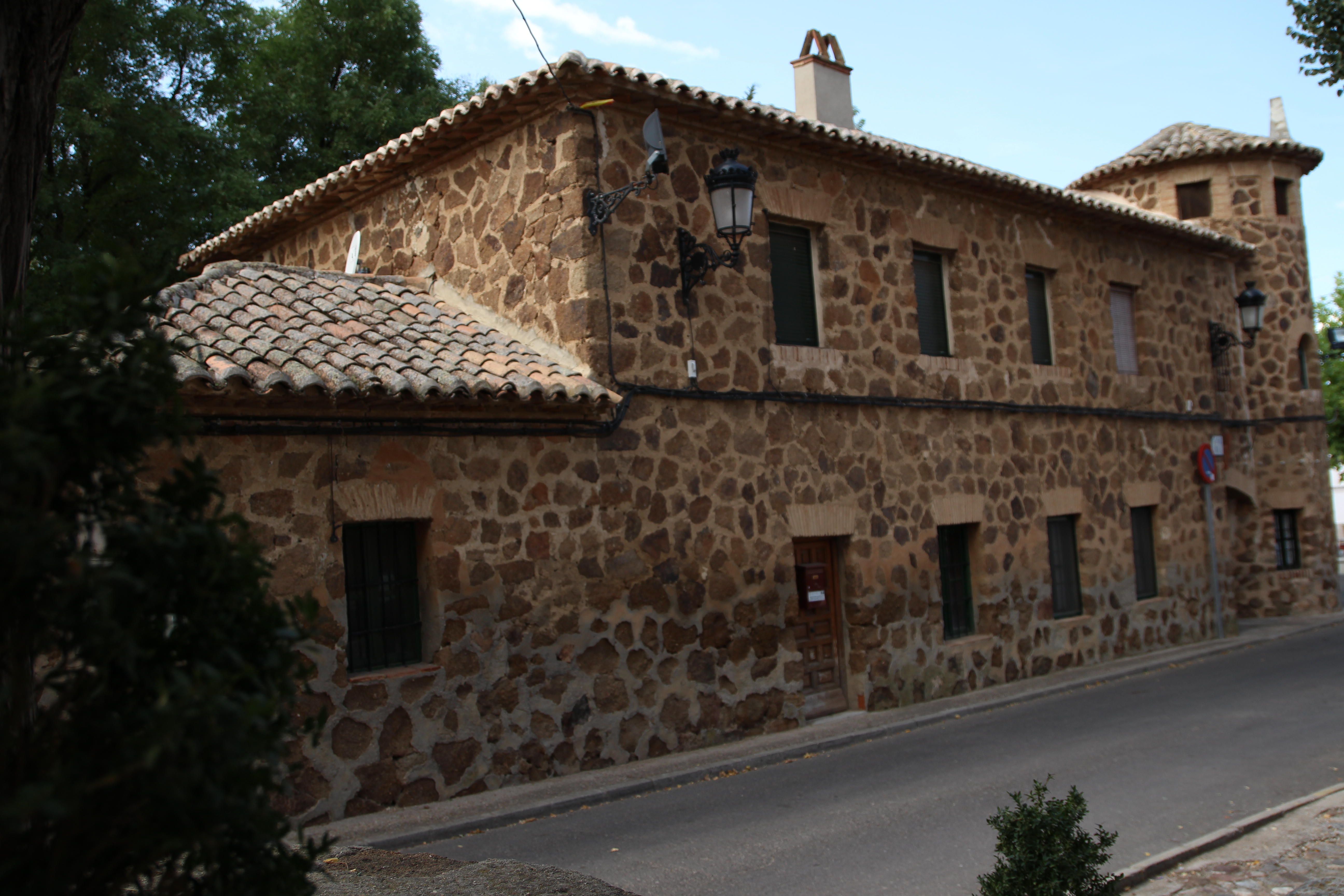
Palacio de los Condes de Mora

El palacio es un edificio de planta cuadrada flanqueada por torres cuadradas en las esquinas, a excepción de la situada en el lado oeste, que es de planta circular. Su fábrica es de mampostería de piedra. Presenta dos alturas, tres en las torres. De la construcción original, del siglo XV, conserva la entrada principal; presenta esta una portada de sillería de piedra, adintelada y de traza sencilla, sobre ella se articula un segundo cuerpo de ladrillo visto en el que, y sobre una imposta, aparece una especie de antepecho con siete arcos lobulados ciegos. Sobre este segundo cuerpo se abre una ventana dividida por una columna, formando ajimez, que constituye una intraluz con dos arcos gemelos de medio punto, con intradós lobulado y alfiz con labores de lacería. En este cuerpo, dos pilastras de madera soportan sendos canecillos que sujetan un alero o voladizo que sobresale sobre el resto de la cubierta. El lienzo en el cual se encuentra la portada descrita queda retranqueado entre los dos torreones de las esquinas (uno cuadrado y el otro circular), con distribución de ventas verticales en las dos primeras plantas y de medio punto en la tercera. El torreón circular, de mampostería, corresponde también a la fábrica original del siglo XV. En las restantes fachadas los dinteles de las puertas, ventanas y balcones son de ladrillo, de abanico, siendo el resto de la fachada de mampostería, con sillares en las esquinas.
Toda la cubierta es de teja curva o árabe, y descansa sobre una bella cornisa de ladrillos con dentículos y arcos encontrados. En el interior, el palacio se organiza en torno a un gran patio central, de planta cuadrada, con una fuente de piedra en el centro. La planta baja presenta una galería de soportales adintelados, con cinco huecos por lado y con columnas góticas de fuste octogonal revocadas; sus capiteles son cuadrados y sujetan las zapatas de madera que soportan las vigas (también de madera) del forjado de la segunda planta. Esta última presenta una galería de arcos rebajados que descansan sobre columnas de piedra; toda ella está cerrada por ventanales de cristal. La cornisa que soporta el alero es idéntica a la anteriormente descrita.
En el interior del recinto se encuentran también un jardín y diversos edificios para los servicios del palacio; estos edificios son de mampostería con sillar en las esquinas, algunos de época reciente. El gran portalón exterior que da acceso al conjunto es adintelado, con imposta en dentículos y sobre un astial rectangular, con un frontón triangular rematado por tres bolas.